# Javier Milei
Javier Gerardo Milei (ur. 22 października 1970 w Buenos Aires) – argentyński ekonomista, komentator polityczny, autor, wykładowca akademicki i polityk. W latach 2021–2023 członek Izby Deputowanych. Od 10 grudnia 2023 prezydent Argentyny.

## Życiorys

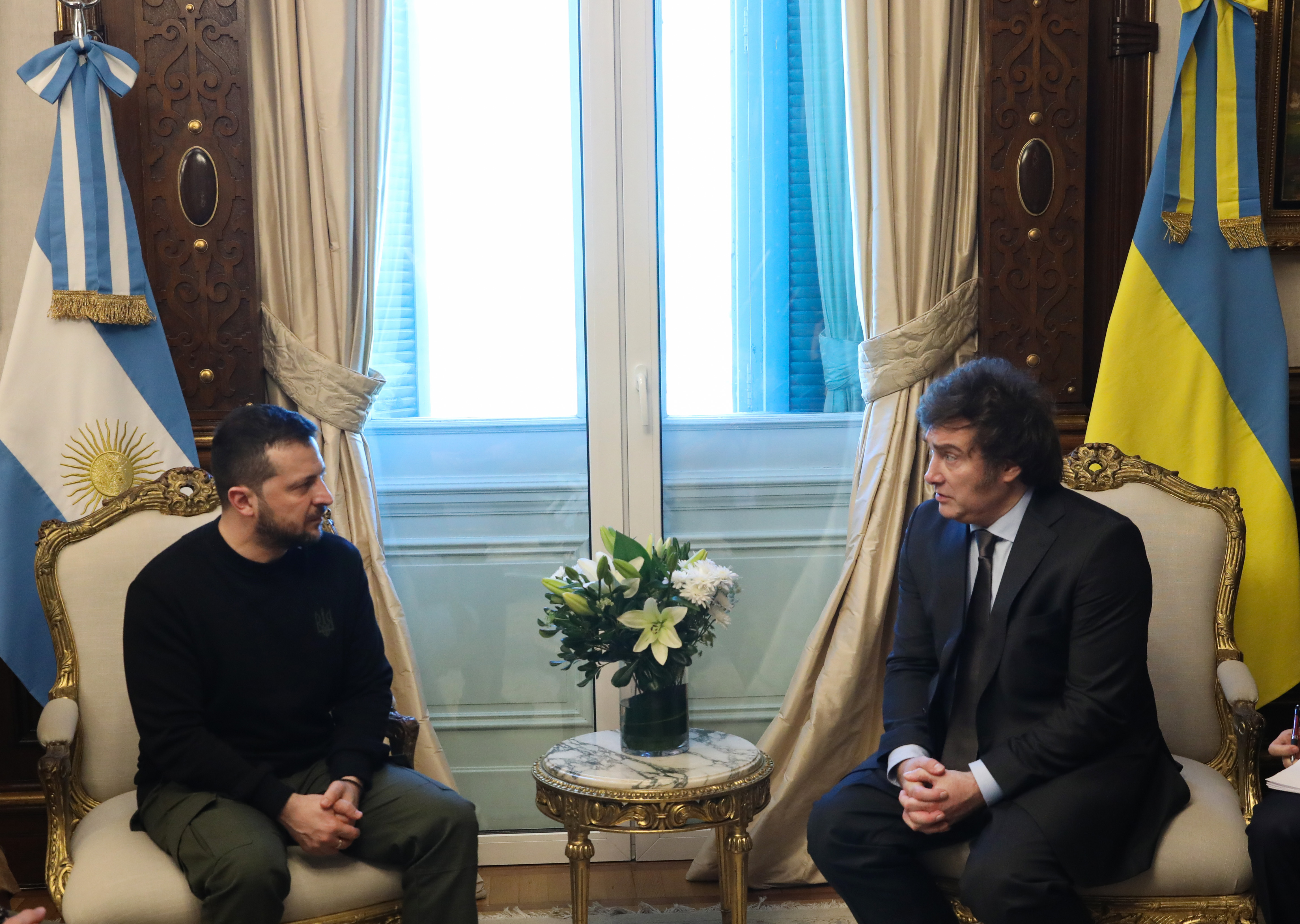
Prezydent Ukrainy Wołodymyr Zełenski i Javier Milei (2023)

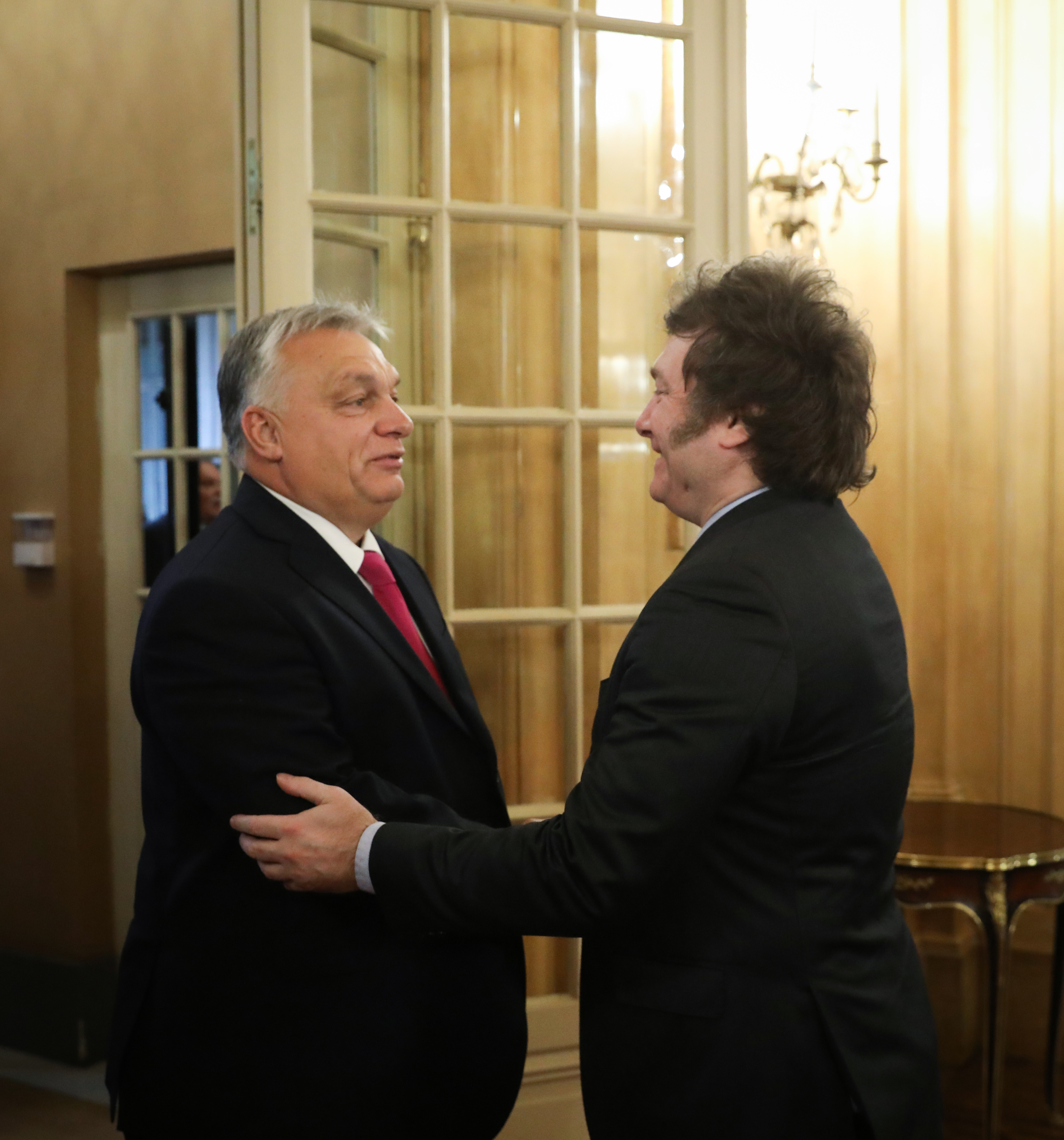
Premier Węgier Viktor Orbán i Javier Milei (2023)

Urodził się w stołecznym Buenos Aires, w dzielnicy Palermo. Kształcił się w zakresie ekonomii na Universidad de Belgrano, następnie uzyskał magisterium kolejno na Instituto de Desarrollo Económico y Social oraz na Universidad Torcuato Di Tella. Specjalizuje się w tematyce związanej ze wzrostem gospodarczym. Wykładał mikroekonomię, makroekonomię czy teorię monetarną zarówno na uczelniach argentyńskich, jak i zagranicznych. Opublikował przeszło 50 artykułów naukowych, jak również kilka książek, w tym Política Económica Contrarreloj, Lecturas de Economía en tiempos del kirchnerismo i El retorno al Sendero de la Decadencia Argentina.
Zyskał znaczną rozpoznawalność dzięki ekscentrycznemu stylowi bycia. Jest posiadaczem pięciu mastifów angielskich, nazwanych na cześć ekonomistów, których podziwia, w tym Miltona Friedmana i Murraya Rothbarda. Kawaler, w wywiadach sugerował, jakoby miał doświadczenia związane z seksem tantrycznym. Jego popularność wynika także z częstych występów w mediach krajowych, w których zaczął się pojawiać jako komentator gospodarczy. Wykorzystując ją, zaangażował się w życie polityczne. W latach 2021–2023 zasiadał w argentyńskiej Izbie Deputowanych, reprezentując skrajnie prawicową koalicję La Libertad Avanzaz z okręgu Buenos Aires. W sierpniu 2023 uzyskał najlepszy wynik w prawyborach prezydenckich, pokonując w głosowaniu tak kandydata rządzącej peronistowskiej lewicy, jak i opozycyjnej centroprawicy. W pierwszej turze, która odbyła się 22 października 2023, zdobył 29,98%, przechodząc do drugiej tury razem z Sergio Massą, ministrem gospodarki w rządzie Alberto Fernándeza, który zdobył 36,68%. Zwyciężył w drugiej turze wyborów, uzyskując 55,69%. Był to najwyższy wynik w argentyńskich wyborach prezydenckich od 40 lat. Milei został zaprzysiężony i rozpoczął urzędowanie 10 grudnia 2023.
11 lutego 2024 Javier Milei wziął udział w kanonizacji Maríi Antonii de Paz Figueroa, pierwszej w historii świętej pochodzącej z Argentyny. Po uroczystej kanonizacji spotkał się z papieżem Franciszkiem, którego przeprosił za krytykowanie go podczas kampanii prezydenckiej w 2023 za liberalne poglądy i „promowanie komunizmu” oraz nazywanie papieża „imbecylem”. Dzień później papież przyjął go na godzinnej audiencji generalnej.

## Poglądy polityczne
Jest libertarianinem, określa się także mianem rynkowego anarchisty. Serwis OKO.press określił jego poglądy jako skrajnie libertariańskie i ultrakonserwatywne.
Domaga się dolaryzacji argentyńskiej gospodarki, zlikwidowania Banku Centralnego czy legalizacji handlu organami. Odwołuje się do utrwalonej w argentyńskiej pamięci zbiorowej nostalgii za dobrobytem z XIX wieku. W kwestiach społecznych opowiada się m.in. przeciw aborcji, eutanazji i edukacji seksualnej. Porównywany jest z politykami takimi jak Jair Bolsonaro oraz, ze względu na swoje skrajne poglądy, jak i liczne kontrowersje, nazywany jest „argentyńskim Donaldem Trumpem”.

## Krytyka

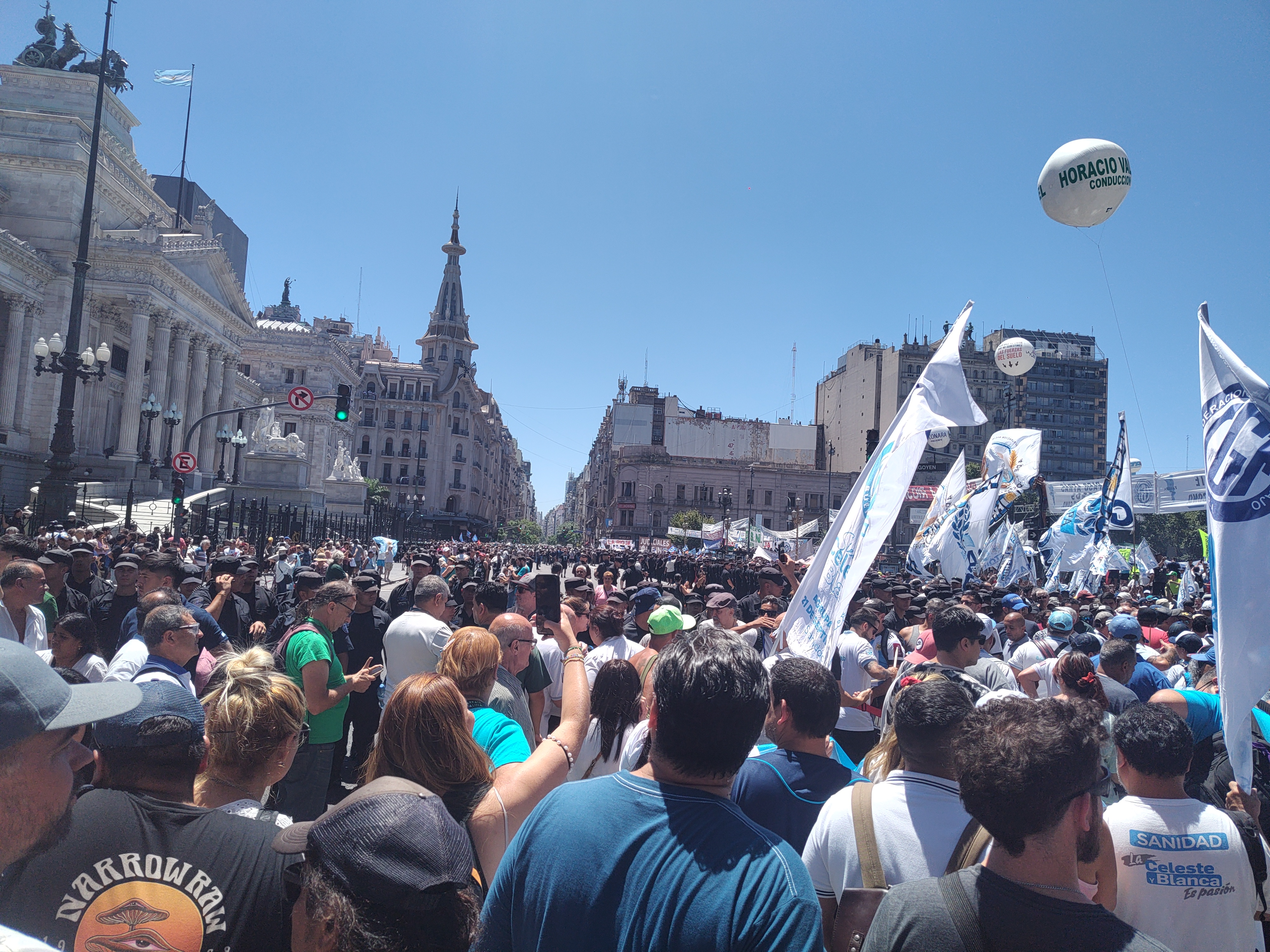
Protesty przeciwko reformom gospodarczym rządu Milei (24 stycznia 2024 roku w Buenos Aires)

Javier Milei, po objęciu urzędu prezydenta Argentyny w grudniu 2023 roku, wprowadził szereg radykalnych reform ekonomicznych, obejmujące m.in.: cięcia wydatków socjalnych, a także zamrożenie pensji i masowe zwolnienia w sektorze publicznym. Działania te początkowo nie wyhamowały postępującego wzrostu inflacji, która tuż po objęciu władzy przez Milei wzrosła w połowie 2024 roku z 211,4% do poziomu 263,4%. Poziom ubóstwa wyniósł przy tym wówczas 16%, a skrajnej biedy - 16,5%. Później te wskaźniki spadły i według danych UNICEF-u za kadencji Javiera Milei 1,7 mlna dzieci zostało wyciągnięcych z ubóstwa. Poczynając od kwietnia 2024, inflacja w Argentynie przeszła do tendencji spadkowych, w październiku 2024 obniżając się do poziomu 193%. Reformy najbardziej dotknęły ludność rdzenną i dzieci, negatywnie rzutując na stan nierówności społecznych i pogłębiając je. W polskich mediach reformy przeprowadzone przez Milei zyskały przydomek „argentyńskiej terapii szokowej”. Dane państwowego urzędu statystycznego INDEC wskazują, że inflacja w Argentynie w grudniu 2024 roku wyniosła 2,7% w ujęciu miesięcznym, oraz 117,8% w ujęciu rocznym za cały 2024 rok. Dla porównania, w poprzednim roku inflacja w Argentynie sięgnęła poziomu 211,4%. W ostatnim kwartale 2024 Argentyna zanotowała pierwszy od sześciu kwartałów wzrost gospodarczy. Był to wzrost o 1,1% kwartał do kwartału, a 0,57% względem początku rządów Prezydenta Milei. 
Kiedy Milei kandydował na prezydenta w 2023 roku, był on oskarżany o wygłaszanie obraźliwych uwag pod adresem społeczności LGBT poprzez np. porównywanie homoseksualizmu do uprawiania seksu ze zwierzętami. Po objęciu urzędu Milei zastąpił przychylne środowiskom LGBT Ministerstwo Kobiet, Płci i Różnorodności mniej wpływowym podsekretariatem w Ministerstwie Kapitału Ludzkiego oraz zamknął krajową agencję antydyskryminacyjną. Za prezydentury Milei, doszło do podpalenia czterech lesbijek, za co krytycy środowiska prezydenta obarczyli go odpowiedzialnością.
We wrześniu 2024 Milei wydał dekret, który ograniczył prawo dostępu do informacji publicznej. Od tego czasu urzędnicy publiczni, w tym Milei, nie mają obowiązku przekazywać do wiadomości opinii publicznej informacji takich jak harmonogramy spotkań czy treść dokumentów służbowych. Przeciwnicy prezydenta wyrazili się krytycznie wobec tej decyzji, określając ją jako ograniczającą wolność prasy i godzącą transparentność działań prezydenta.
20 września 2024 Argentyńskie Stowarzyszenie Podmiotów Prasowych (ADEPA), zrzeszające gazety i czasopisma w kraju, oceniło politykę rządu Milei wobec dziennikarzy jako „agresywną”. Dziennikarze z tego stowarzyszenia w publicznym oświadczeniu ostrzegli, że częste negatywne wypowiedzi prezydenta o mediach „otwierają drzwi do przemocy fizycznej”.

## Odznaczenia
- Order Wolności (Ukraina, 2024)[46]